# ミシガン湖

五大湖におけるミシガン湖の位置

ミシガン湖（ミシガンこ、Lake Michigan）は、北アメリカにある五大湖のうちの1つの湖。

## 概要
世界では5番目の面積をもつ淡水湖であり、完全に1つの国の中にある湖としては世界最大である。「ミシガン」はもともと湖そのものを指す言葉で、オジブウェー語で「偉大な水」を意味する「michi-gami」に由来すると言われている。
面積は58,016km2、最も深い場所の水深は281mである。南北の長さは494km（307マイル）、東西の長さは190km（118マイル）に及ぶ。貯水量は4871km3である。ヒューロン湖と同じく海抜177mで、2つの湖はマキノー海峡によってつながっている。ミシガン湖とヒューロン湖は水面高が同じであることから、地質学的に1つの湖ということもできる。
五大湖の中で米国国内のみにあり、カナダとの国境の一部でない唯一の湖である。南側から時計回りにインディアナ州、イリノイ州、ウィスコンシン州、ミシガン州に囲まれている。湖の周囲には数多くの町があり、3万人以上の都市だけでも16を数える。イリノイ州シカゴはその中でも最も有名な都市の一つである。湖の南端は大規模な工業地帯になっており、沿岸の人口は約1200万である。大都市に隣接していることもあり、湖の環境汚染は古くから深刻な問題となっている。1970年、シカゴ市は湖の富栄養化に対応するため、アメリカで初めて合成洗剤のリン酸塩含有量の規制を始めたことでも知られている。
ミシガン湖は美しい砂浜でも知られており、ミシガン州西部やインディアナ州北部の砂浜は良く知られている。ミシガン州の対岸にはウィスコンシン州があるが、水平線の彼方にあるため直接見ることはできない。
いくつもの国立公園と州立公園が湖岸にある。ロウアー半島のスリーピングベアー国立湖浜公園とインディアナ国立湖浜公園が代表的な国立公園である。また湖岸の一部がヒアワタ国立公園やマニスティー国立公園に組み込まれている。ミシガン諸島国立自然保護区はミシガン湖の一部を含んでいる。西岸にアヤメ属のIris lacustris、ツレサギソウ属のPlatanthera leucophaeaなどの植物が生え、フエコチドリ、ブランディングガメやエゾトンボ科のSomatochlora hineanaなどが生息しており、ウィスコンシン州ドア半島の沿岸湿地とイリノイ州・ウィスコンシン州の州境付近のチウォーキー草原一帯の沿岸砂丘と湿地を含む湖岸はラムサール条約登録地である。
ミシガン州のラディントンからウィスコンシン州のマニトウォークにカーフェリーのSSバジャーが運航されている。